# نورخون یولداشخجایوا
نورخون یولداشخجایوا (به ازبکی: Nurxon Yoʻldoshxoʻjayeva که اغلب به عنوان نورخون یولداشوا در انگلیسی خوانده می‌شود) یکی از اولین زنان ازبکی بود که بدون حجاب پارانجا روی صحنه رقصید. او در سال ۱۹۱۳ در مرغیلان از توابع استان فرغانه به دنیا آمد و در سال ۱۹۲۹ در قتل ناموسی کشته شد. نورخون یکی از اولین رقصندگان زن ازبکی بود که بدون حجاب سنتی اسلامی برنامه اجرا کرد. او در سال ۱۹۲۹ توسط برادرش به قتل رسید در حالیکه او فقط ۱۶ سال داشت.
در زمان اتحاد جماهیر شوروی، مجسمه ای به یاد او وجود داشت، اما پس از استقلال ازبکستان آن را پایین آورده‌اند. نام او فقط در سینمای فرغانه به یادگار مانده‌است. به همین دلیل است که اکنون عمدتاً در همین منطقه او را به یاد می‌آورند. برخلاف او هنوز نام تامارا خانوم در سراسر روسیه و دیگر کشورهای جدا شده پرآوازه است.

## پیشینه
نورخون در جوانی از خانه فرار کرد تا به یک گروه رقص روسی بپیوندد. همکاران او در آنجا تامارا خانوم و گوهر رحیموا بودند.
مدت کوتاهی پس از پیوستن به گروه، در ۸ مارس ۱۹۲۸، او و تامارا خانم روی صحنه رفتند و در ملاء عام ماسک‌های صورت خود را برداشتند. هنگامی که گروه رقص در حال بازدید از زادگاهش مرغیلان بود، نورخون تصمیم گرفت به دیدار خانواده‌اش برود. عمه او را به خانه آورد و به او گفت که برادرش به دنبال اوست. سپس برادرش او را با ضربات چاقو به قتل رساند و بلافاصله پس از حضور پلیس در محل به جرم خود اعتراف کرد. او به اصرار پدرشان مینگ بوشی، و ملا کمال گیاسوف، که او را وادار به قتل خواهرش کرده بودند به قرآن سوگند یاد و اعتراف کرد که قتل از پیش طراحی شده بود. روز پس از مرگ او، مراسم تشییع جنازه بزرگی در میدان عمومی برگزار شد. هزاران نفر در مراسم یادبود شرکت کردند و زنان ماسک‌های صورت خود را جلوی تابوت او انداختند. پدر و برادرش سرانجام به دلیل نقش داشتن در قتل محاکمه و اعدام شدند و مینگ بوشی و ملا تبعید شدند.
برخلاف نورخون، تامارا آرتیومونا پطروسیان شهره به تامارا خانوم هم رقص و هم ولایتی او سرنوشت بسیار متفاوتی داشت. تامارا خانوم در خانواده‌ای ارمنی در شهر مرغیلان ازبکستان در دره فرغانه آسیای مرکزی، که در آن زمان بخشی از امپراتوری روسیه بود، به دنیا آمد. خانوم از کودکی به رقص و آواز خواندن و رقصیدن با آوازهای محلی ازبکی علاقه نشان داد. در سال ۱۹۱۹ به گروه تئاتر سیار جبهه ترکستان به رهبری حمزه نیازی پیوست. او یک رقصنده ارمنی بود که به دلیل اینکه یکی از اولین زنان در ازبکستان بود که بدون پارانجا روی صحنه رقصید، شهرت داشت. او همکار نورخون یولداشوا، رقصنده نگون‌بخت ازبکی بود که در قتل ناموسی به دلیل برداشتن نقاب به قتل رسید.

## پس از قتل
پس از مرگ نورخون، از سوی مقامات شوروی به عنوان الگو و شهید شجاع شوروی، مشابه تورسونوی سیدازیمووا (هنرپیشه ازبکی که در سال ۱۹۲۸ در سن ۱۷ سالگی به دلیل حاضر شدن بدون حجاب بر روی صحنه تئاتر توسط شوهرش به قتل رسید) مورد تقدیر قرار گرفت. مجسمه نورخون در مقابل خانه فرهنگ در مرغیلان توسط مجسمه‌ساز والنتین کالبانسف در سال ۱۹۶۷ ساخته و نصب شد.
مجسمه نورخون، اندکی پس از فروپاشی جمهوری سوسیالیستی شوروی ازبکستان در سال ۱۹۹۱، پایین آمد. در شهر فرغانه سینمایی وجود دارد که هنوز هم نام اوست، این سینما سینما «نورخون» نام دارد. نورخون قهرمان یک نمایش موزیکال شوروی توسط کمیل یاشین بود که در اواسط قرن بیستم محبوبیت داشت.